# Яблуневе (Лубенський район)
Яблуне́ве — село в Україні, у Оржицькій селищній громаді Лубенського району Полтавської області. Колишній центр сільської ради. Населення становить 598 осіб. До 2020 орган місцевого самоврядування — Яблунівська сільська рада.

## Географія
Село Яблуневе розташоване на правому березі річки Гнила Оржиця, вище за течією на відстані 5 км розташоване село Овсюки, на протилежному березі — села Загребелля і Тимки. 
На схід від села розташований Яблунівський гідрологічний заказник.

## Історія
Яблуневе — це давнє містечко Яблунів. Вважається, що було засноване ще в часи Київської Русі.

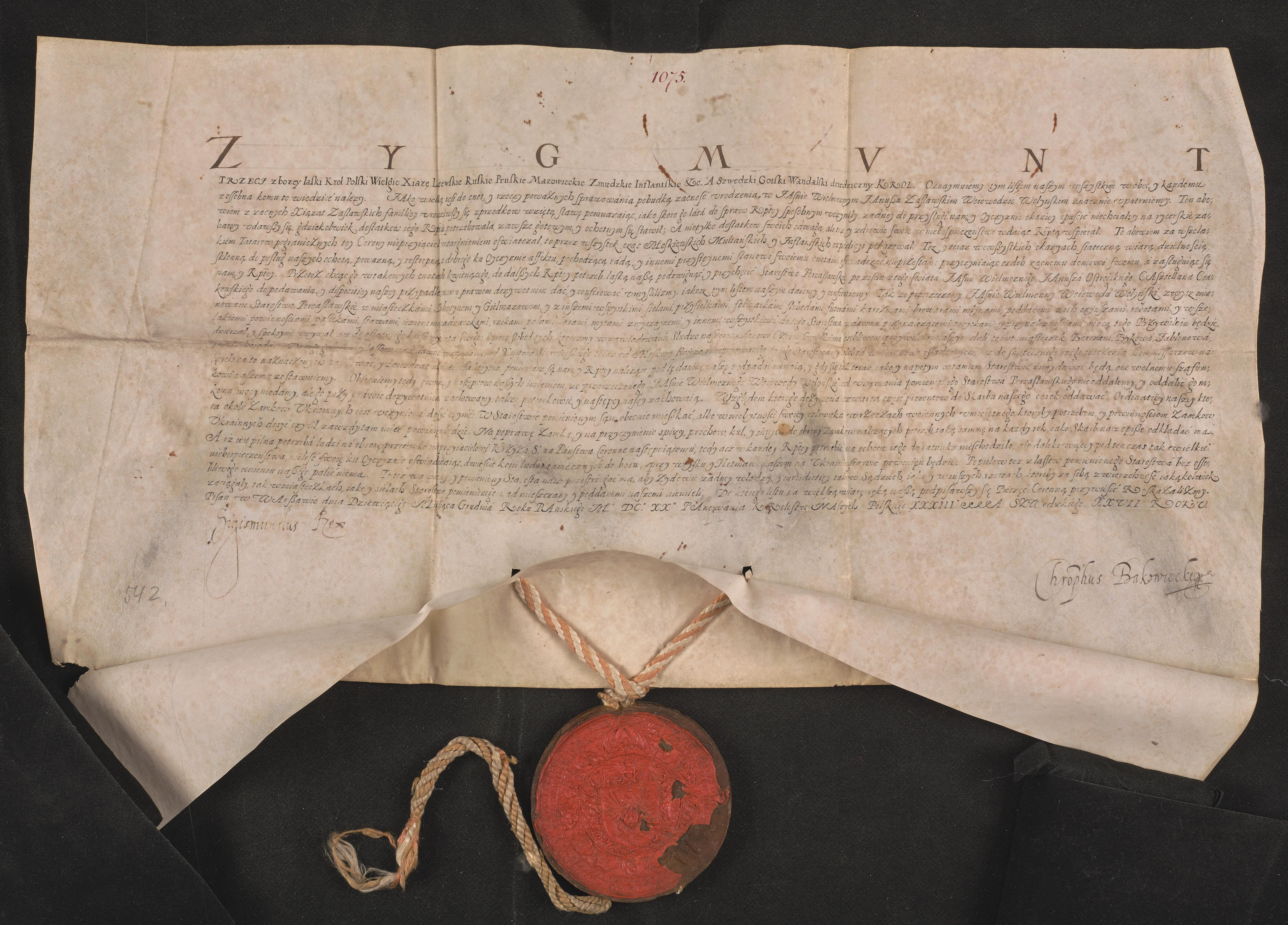
Грамота короля Сигізмунда III Вази про надання Янушу Заславському в довічне володіння Переяславського староства, 9 грудня 1620 р.

9 грудня 1620 року король Речі Посполитої Сигізмунд III Ваза дав Янушу Заславському, волинському воєводі, після смерті Януша Острозького, каштеляна краківського, в довічне володіння Переяславське староство з містами Яготин і Гельмязів і всіма приналежностями, за винятком маєтків, які він надав Яну Чернишевському, тобто міст Березань, Биків, Яблунів і Миргород.
12 червня 2020 року, відповідно до розпорядження Кабінету Міністрів України № 721-р «Про визначення адміністративних центрів та затвердження територій територіальних громад Полтавської області», село увійшло до складу Оржицької селищної громади.
19 липня 2020 року, в результаті адміністративно — територіальної реформи та ліквідації Оржицького району, село увійшло до складу новоутвореного Полтавського району.

## Економіка
- Агрокомпанія «Агросвіт».
- ФГ «Яблуневе».

## Об'єкти соціальної сфери
- Школа.
- Будинок культури.

## Особистості
В селі народились:
- Баран Микола Андрійович — заслужений лікар України;
- Гончаренко Іван Іванович — український радянський поет;
- Нестеренко Ганна Дмитрівна — український педагог, Герой Соціалістичної Праці.